# Hornby Castle
Hornby Castle är ett slott i Storbritannien.   Det ligger i grevskapet Lancashire och riksdelen England, i den centrala delen av landet, 300 km nordväst om huvudstaden London. Hornby Castle ligger 42 meter över havet.
Terrängen runt Hornby Castle är kuperad åt sydost, men åt nordväst är den platt. Runt Hornby Castle är det ganska tätbefolkat, med 214 invånare per kvadratkilometer. Närmaste större samhälle är Morecambe, 15,6 km väster om Hornby Castle. Trakten runt Hornby Castle består i huvudsak av gräsmarker.